# Мансикка, Вильо Йоханнес
Ви́льо Йоханнес (рус. Ви́льо Петро́вич) Ма́нсикка (фин. Viljo Johannes Mansikka; 7 октября 1884, Выборг — 20 марта 1947, Хельсинки) — русский и финский филолог финского происхождения, диалектолог, фольклорист, исследователь русского и финского фольклора, древнерусского язычества. Известен своей работой «Религия восточных славян». Профессор, действительный член Академии Финляндии.

## Биография
В. Й. Мансикка родился 7 октября 1884 года в Выборге в купеческой семье. 3 июня 1903 года он окончил классический лицей Выборга, в 1905 году — Гельсингфорсский университет и получил степень, соответствующую бакалавру — стал кандидатом философии.
В первые годы своей научной деятельности Мансикка, ученик Карле Крона, обратился к исследованиям финно-угорских заговоров. В своей статье «Das Lied von Ogoi und Hovatitsa» он раскрыл проблему финско-русских фольклорных связей. В статье «Алёша Попович и Иван Годинович в Финляндии» Мансикка рассматривает сходную проблему. Основное внимание Мансикки в 1906-1908 годах было обращено к изучению заговоров, результаты которого были обобщены в книге «Über Russische Zauberformeln mit Berucksichtigung der Blut- und Verrenkungssegen» («О русских заговорных формулах. С учётом заговоров на кровь и от вывихов»), опубликованной в 1909 году и в том же году защищённой в качестве диссертации. Особое внимание в изучении заговоров Мансикка уделяет христианской, в частности, апокрифической составляющей. В последующие годы Мансикка продолжал изучать заговоры и мифологические представления финнов.
В то же время главное его внимание обратилось к исследованию древнерусской литературы и русских народных говоров. В 1913 году была издана книга Мансикки «Житие Александра Невского. Разбор редакций и текст». Помимо этого Мансикка ездит в диалектологические экспедиции на Русский Север и собирает материалы языка и заговоров.
С 12 марта 1910 года Мансикка — доктор философии, с 1910 года — рабочий, а с 1924 — действительный член Академии Финляндии.
В 1916-1918 годах объектом изучения Мансикки становится религия восточных славян. Он исследует огромный по объёму корпус источников и задумывает многотомный цикл исследований по этой теме, однако исторические события резко изменят его судьбу. В 1918 году Финляндия обретает независимость и через год Мансикка возвращается на родину. В 1922 году увидела свет только первая, историографическая часть его труда, посвящённого религии восточных славян. Она была хорошо встречена Н. С. Трубецким и советскими исследователями. Позже Мансикка продолжал работу по сбору материала и изучению религии восточных славян, но ни один том его исследований, кроме первого, так и не вышел. В 1926 году публикуется его работа «Заговоры Пудожского уезда Олонецкой губернии», подготовленная к печати ещё в 1914 году.
После 1918 года Мансикка опубликовал ряд работ по карело-финскому фольклору. В годы Второй мировой войны Мансикка, по понятным причинам, не мог писать на темы, связанные с Россией, русскими и вообще народами СССР. После войны и до своей смерти Мансикка внёс немалый вклад в развитие советско-финских научных связей.

## Основные труды
- Das Lied von Ogoi und Hovatitsa (Veröffentlichungen des folkloristischen Seminars) // Finnisch-ugrische Forschungen. Helsingfors; Leipzig, 1906. S. 40-65. («Песня об Огой и Ховатице»)
- Алёша Попович и Иван Годинович в Финляндии // Этнографическое обозрение. 1907. № 3. С. 28-41.
- Представление злого начала в русских заговорах. — СПб., 1909.
- Über Russische Zauberformeln mit Berucksichtigung der Blut- und Verrenkungssegen. Helsingfors, 1909. («О русских заговорных формулах. С учётом заговоров на кровь и от вывихов»)
- Заговоры Шенкурского уезда // Живая старина. 1912. XXI. Вып. 1.
- «Житие Александра Невского». Разбор редакций и текст // Памятники древней письменности и искусства CLXXX. СПб., 1913.
- Die Religion der Ostslaven. I. Quellen // FF Communications. № 43. Suomalainen Tiedeakatemia. — Helsinki, 1922. («Религия восточных славян»)
- Религия восточных славян. — М.: ИМЛИ им. А. М. Горького РАН, 2005. (русский перевод)